# Christians Kirke (Aarhus)
Christianskirken  er en kirke i Christians Sogn, der ligger på Frederikshaldsgade på Christiansbjerg i det nordlige Aarhus.
Den er tegnet af Aage C. Nielsen, som også har tegnet døbefonten. Kirken er bl.a. kendt for sine sommerlejre for børn i sognet og de rytmiske gudstjenester den første søndag i hver måned; Kirken er en af de mest besøgte kirker i Danmark.

## Historie
Allerede i 1886 begyndte præsterne ved Aarhus Domkirke at holde gudstjenester i en lille lejlighed på Christiansbjerg, dengang nord for Aarhus. I 1895 blev en lille bedesal på Randersvej indviet. Denne bygning blev i 1913 udvidet og ombygget til en egentlig kirke med 90 siddepladser. I 1937 blev der afholdt en arkitektkonkurrence for at lave en ny større kirke, men byggeplanerne blev forsinkede frem til 1942 hvor krypten blev bygget. Fra 1946, hvor den gamle bygning blev nedrevet, til 1958, hvor den nye kirke stod færdig, fungerede denne bygning som sognets kirke.

## Kirkebygningen og inventar
Kirken er opført i røde teglsten med lave vægge og store teglhængte tagflader. Kirken hat et 32 meter højt, sekskantet tårn, der er dækket med kobber. Kirkerummet er højt, og stærkt præget af kraftige hvide betonspær, der bærer et mørkeblåt træloft. Hele sydsiden udgør et stort vindue. I kirkerummet står et alterbillede i fresco, der fremstiller Den hellige Nadver, lavet af Frits Bruzelius. Alteret er bygget af norsk oppdal-skifer. På alteret står et krucifiks udskåret i elfenben af Valdemar Foersom Hegndal, der afbilleder den på en gang korsfæstede og opstandne Jesus. Prædikestolen er i moseeg og døbefonten i granit. Kirkens orgel er oprindeligt bygget af TH. Frobenius & Co i 1959 med 30 stemmer. Orgelet blev restaureret i 1979 og blev i 2002 renoveret og udbygget af orgelbygger Carsten Lund til at have de nuværende 42 stemmer fordelt på 3 manualer og pedal. Kirkens messehagel fra 1976 er udført af Hanne Vedel.
Kirken har 400 siddepladser. Der er tilhørende menighedslokaler.

## Galleri
- Kirkerummet er 12 meter højt
- Alterbordet er af Opdalsten, hvorover der er et nadverbillede, malet af Fritz Bruzelius; Døbefonten er af granit.
- Prædikestolen er udført i moseeg
- Orglet er på 32 stemmer, bygget af Frobenius og Co